# Magyar fehérlepke
A magyar fehérlepke (Pieris mannii) a fehérlepkefélék családjába tartozó, Európában és Nyugat-Ázsiában elterjedt lepkefaj. 

## Megjelenése
A magyar fehérlepke szárnyfesztávolsága 3,9-4,6 cm. A hím szárnyai krétafehérek, az elülső csúcsán nagy, fekete folttal, amely a külső szegély mentén legalább a cu1 ér végéig terjed. Alatta halványabb, négyzetes fekete folt látható. A hátulsó szárny felső szegélyén is található egy háromszögletű, sötét folt az rr ér végződésénél. Az elülső szárny fonákja fehér, a hátulsóé szalmasárga (élénkebb, tisztább mint a sziklai fehérlepke esetében) szalmasárga, a fekete pettyek pedig ugyanolyan erősek, mint a szárny felszínén. 
A nőstény homályosabb krétafehér, minden sárga árnyalat nélkül. Rajzolata hasonló, de terjedelmesebb, mélyen lenyúlik a külső szegély mentén, két-két fekete pettye van az elülső szárnyon, a rajzolatok pedig kormosfeketék. A szárnyak töve szürkén behintett, a belső szegélyen sötét, elmosódott csík nyúlik az alsó pettyig. Hátulsó szárnya olyan, mint a hímé, de a sötétebb behintés sűrűbb. Fonákja is hasonló a híméhez.
A nemzedékek között vannak kisebb eltérések és egyes példányokon hiányoznak az elülső szárnyak pettyei.
Petéje zöldesfehér, majd sárga, orsó alakú, hosszában bordázott. 
Hernyója fakó szürkésszöld, hátán vékony sárga vonallal, oldalán pedig keskeny sárgás szalaggal. A fiatal hernyó feje fekete. 

### Hasonló fajok
A répalepke, a sziklai fehérlepke, a repcelepke, a káposztalepke, a hegyi fehérlepke hasonlít hozzá.

## Elterjedése
Dél-Európában és Kis-Ázsiában honos egészen Iránig; újabban Dél-Németországban is terjed. Magyarországon régebben a Bükkben, a Tornai-karszton és az Upponyi-szorosban voltak állományai, de mára valószínűleg kipusztult az országból.        

## Életmódja
Meleg, száraz sziklás lejtők, cserjések, bozótosok lepkéje. Élőhelyének beerdősülése, szőlővel betelepítése veszélyezteti.   
Évente éghajlattól függően 1-4 nemzedéke repül (Magyarországon kettő, május-júniusban és július-szeptemberben). A nőstény a tápnövény leveleire rakja le egyesével petéit. Hernyója keresztesvirágúak (szárölelő pajzstok, réti kakukktorma, közönséges dercevirág, vadrepce, tatárvirág-fajok) leveleivel táplálkozik. Hernyója ágakhoz, kövekhez kapcsolódva ősszel bebábozódik és így telel át.  
Magyarországon védett, természetvédelmi értéke 50 000 Ft.

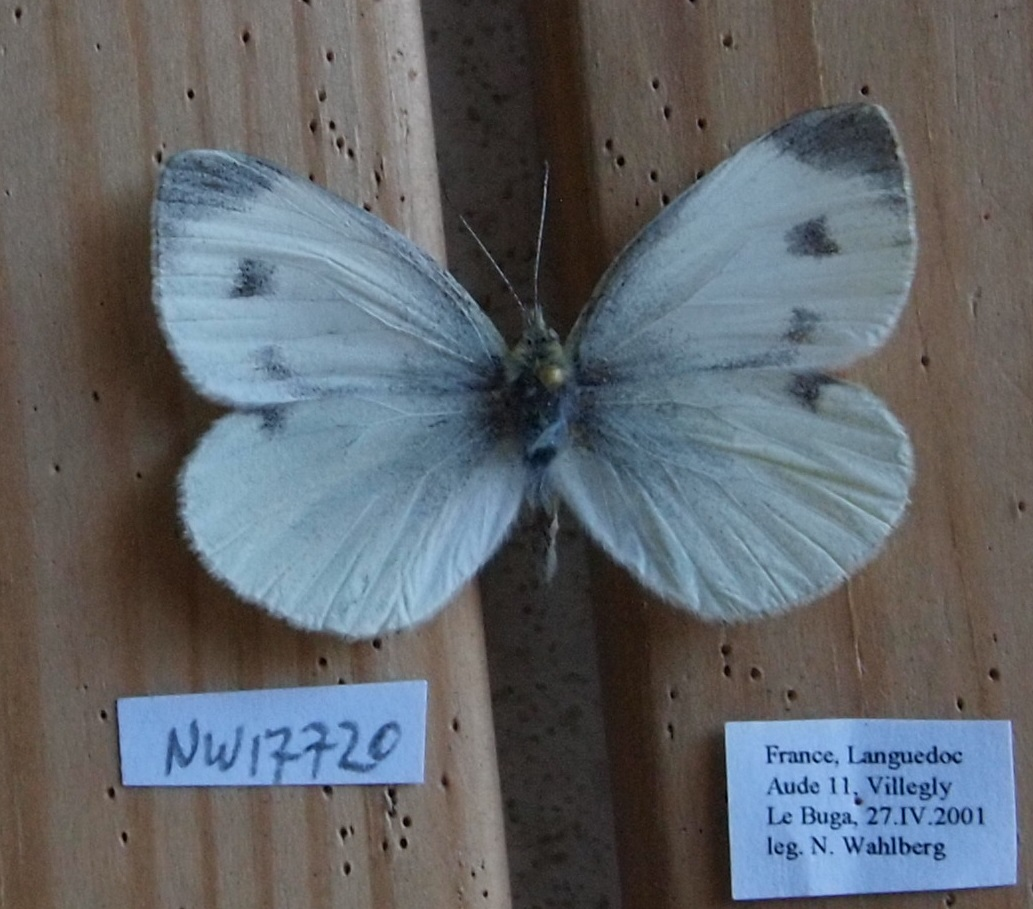
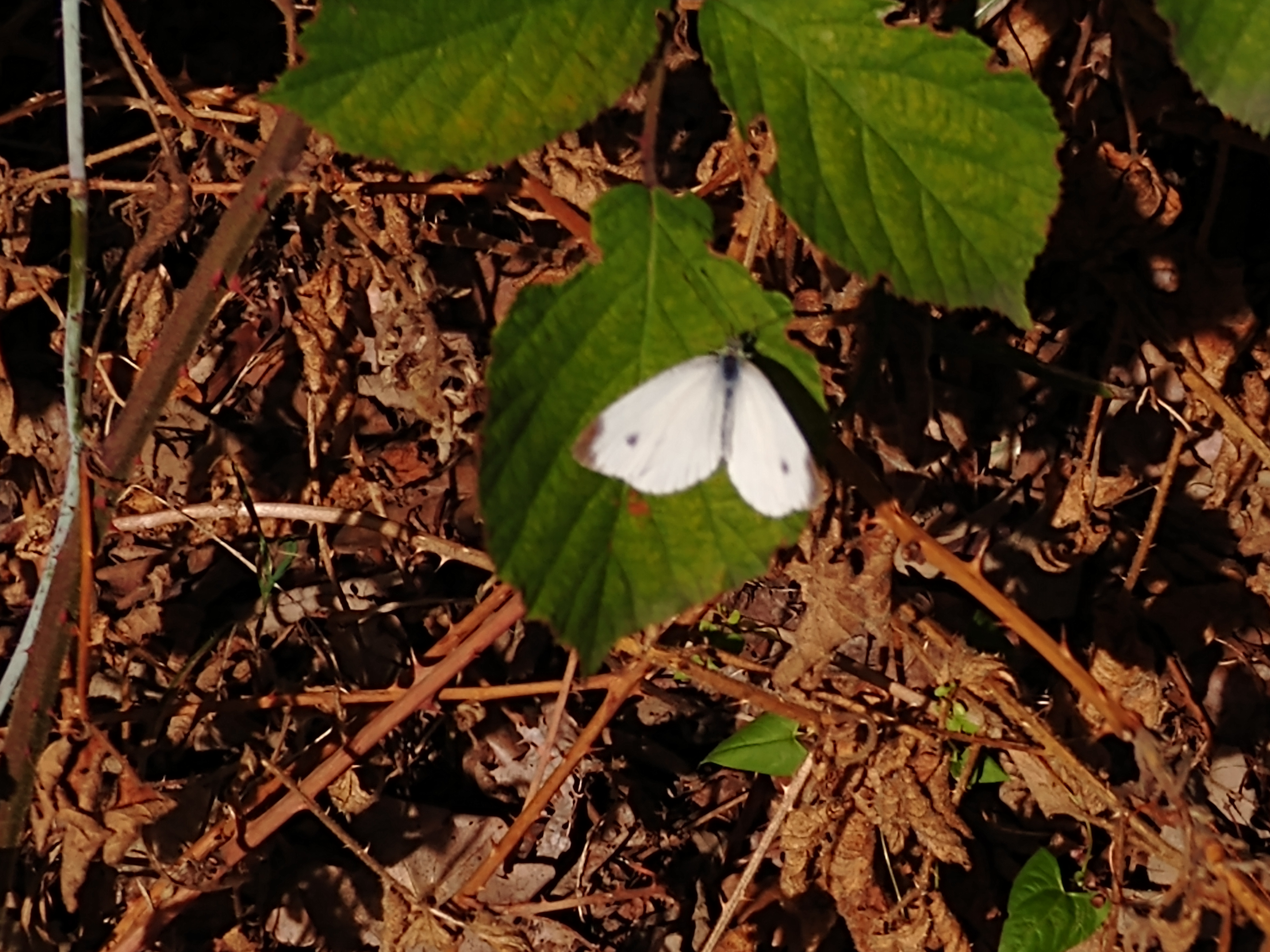
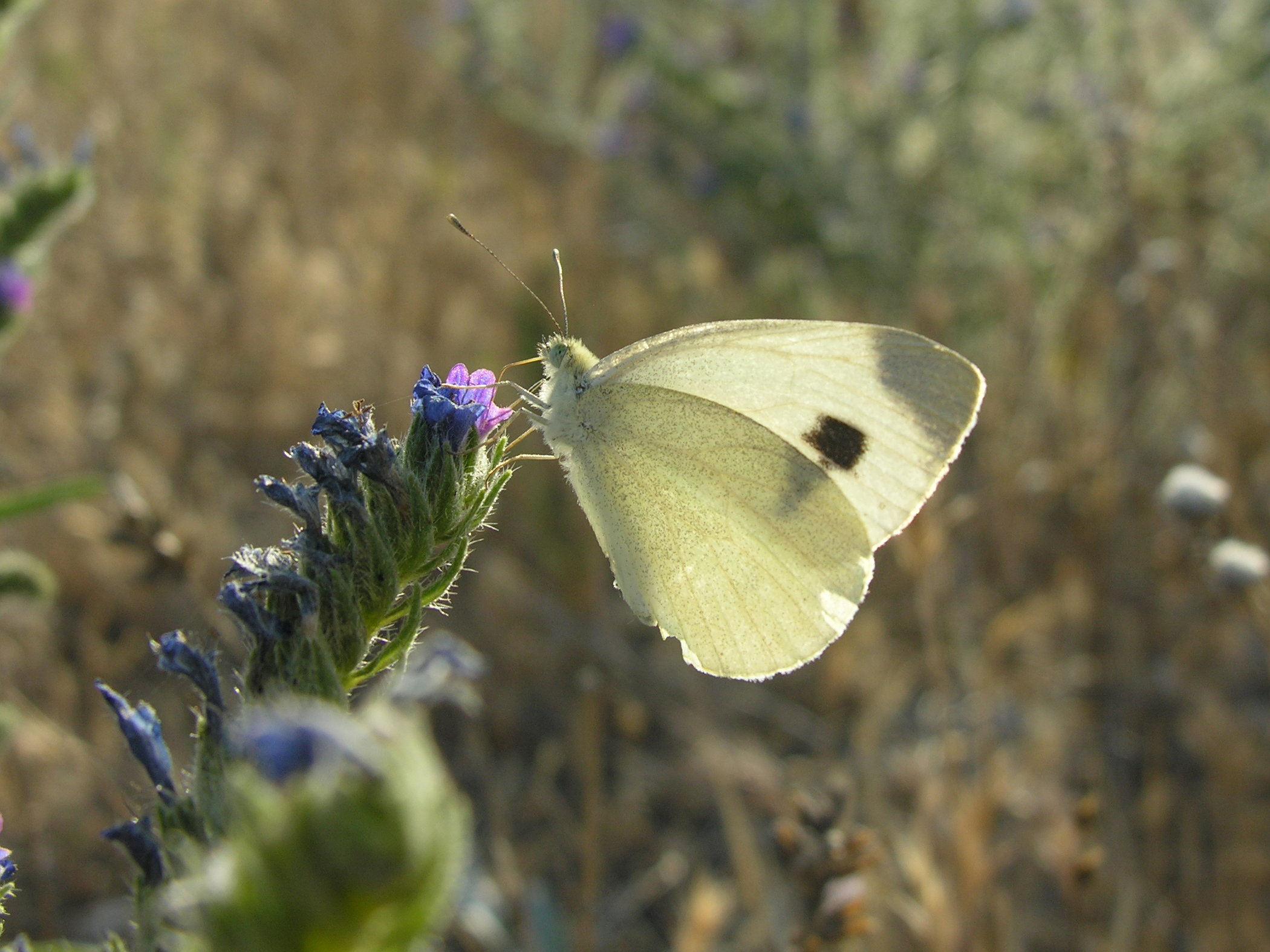
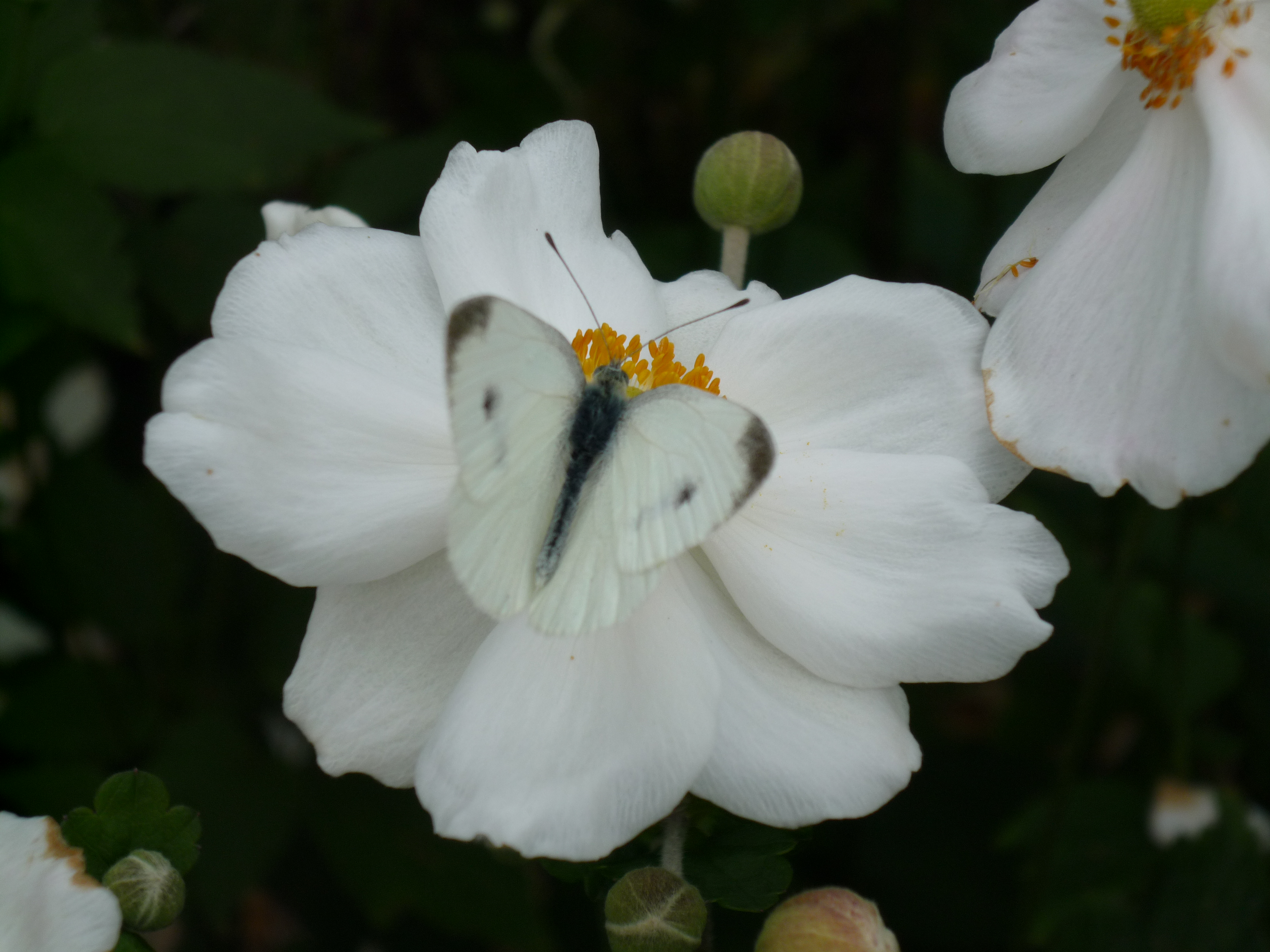